# Jump Up!
Jump Up é o décimo sexto álbum de estúdio do cantor e compositor britânico Elton John, lançado em 1982.
Possui canções tais como "Empty Garden (Hey Hey Johnny)", um tributo a John Lennon. Este é um dos primeiros LPS que apresenta o cantor com uma voz mais profunda, como pode ser ouvido em canções como "Princess", "Ball & Chain", e "Spiteful Child".

## Faixas
Todas as faixas compostas por Elton John e Bernie Taupin, exceto onde anotadas

### Lado 1
1. "Dear John" (Elton John, Gary Osborne) – 3:28
2. "Spiteful Child" – 4:11
3. "Ball and Chain" (John, Osborne) – 3:27
4. "Legal Boys" (John, Tim Rice) – 3:08
5. "I Am Your Robot"  – 4:42
6. "Blue Eyes" (John, Osborne) – 3:25

### Lado 2
1. "Empty Garden (Hey Hey Johnny)" – 5:05
2. "Princess" (John, Osborne) – 4:55
3. "Where Have All the Good Times Gone"  – 3:58
4. "All Quiet on the Western Front" – 6:00